# Aechmea fasciata
La piñuela o vaso de plata (Aechmea fasciata) es una especie botánica de la familia de las bromeliáceas, típicas de vegetación de las restingas de las costas del Atlántico, que es un ecosistema del bioma de la selva atlántica. Crece en Brasil, especialmente en Bahía, y es muy usada como planta ornamental y no tiene pinchos.

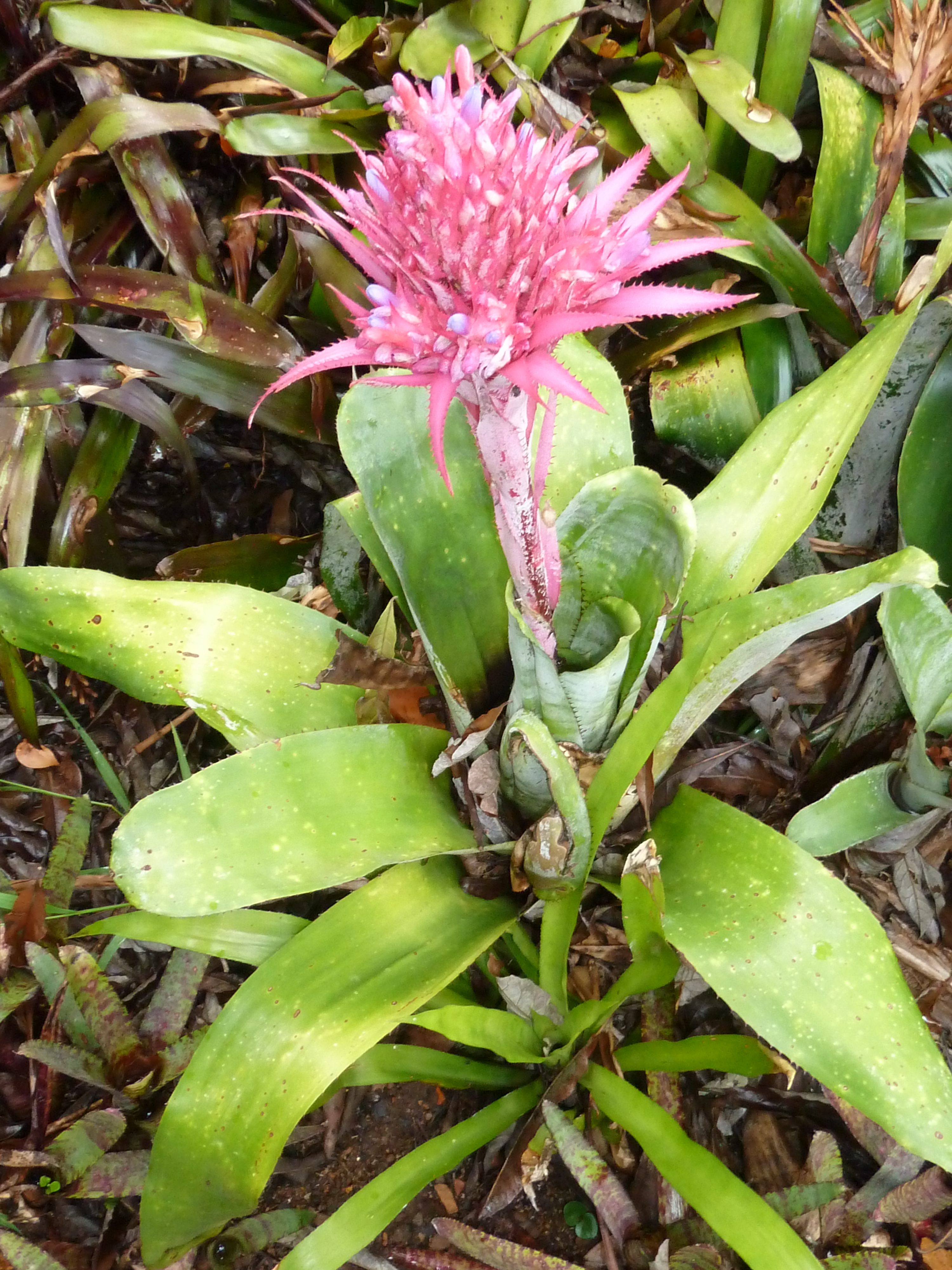
Vista de la planta

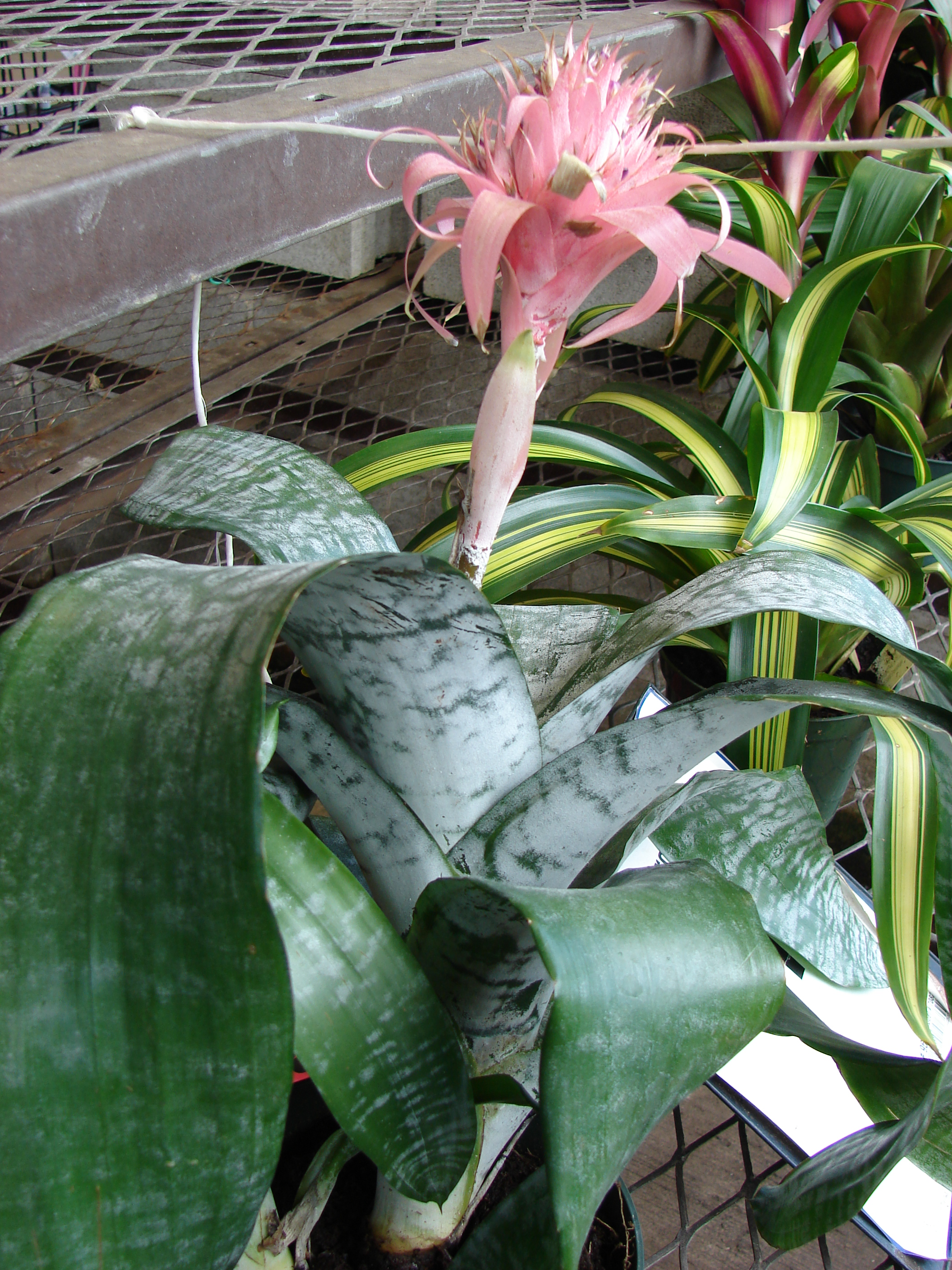
Vista de la planta

## Descripción
Es una roseta siempre verde, de hojas lanceoladas, largas, envainadas entre sí, coriáceas, rectilíneas, rígidas. Inflorescencia en espigas, y brácteas coloreadas imbricadas; flores de pequeño tamaño.

## Cultivares
| - Aechmea 'Aton' - Aechmea 'Auslese' - Aechmea 'Chantata' - Aechmea 'Charles Hodgson' - Aechmea 'Checkers' - Aechmea 'Club Maurice' - Aechmea 'Cosmic Starburst' - Aechmea 'DeLeon' - Aechmea 'Dennis B.' - Aechmea 'Donna Marie' - Aechmea 'Fascidata' - Aechmea 'Fascini' - Aechmea 'Friederike' - Aechmea 'Frost' - Aechmea 'Fulgo-Fasciata' - Aechmea 'Henrietta' - Aechmea 'Ivory' - Aechmea 'Julie Sewell' - Aechmea 'Kiwi' - Aechmea 'Leucadia' - Aechmea 'Margarita L.' | - Aechmea 'Mona' - Aechmea 'Morgana' - Aechmea 'Pink Fantasy' - Aechmea 'Pink Rocket' - Aechmea 'Primera' - Aechmea 'Purple Velvet' - Aechmea 'Red Rocket' - Aechmea 'Silver King' - Aechmea 'Smoothie' - Aechmea 'Starbrite' - Aechmea 'White Head' - xAndrolaechmea 'Crateriformis' - xBillmea 'Rangitoto' - xCanmea 'Wild Tiger' - xNeomea 'Fascidorffii' - xNeomea 'Pink Cascade' - xNidumea 'Angellina' - xNidumea 'Midnight' - xNidumea 'Superstar' - xQuesmea 'Facsimile' |

## Taxonomía
Aechmea fasciata fue descrita por (Lindl.) Baker y publicado en Journal of Botany, British and Foreign 17: 231. 1879.
Etimología
Aechmea: nombre genérico que deriva del griego akme ("punta"), en alusión a los picos rígidos con los que está equipado el cáliz.
fasciata: epíteto latino que significa "con bandas".
Variedades
- Aechmea fasciata var. fasciata

Sinonimia
- Aechmea hamata Mez
- Aechmea leopoldii Baker
- Aechmea rhodocyanea (Lem.) Wawra ex Mez
- Billbergia fasciata Lindl.
- Billbergia glazioviana Regel
- Billbergia rhodocyanea Lem.
- Billbergia rhodocyanea var. purpurea Guillon
- Hohenbergia fasciata (Lindl.) Schult. & Schult.f.
- Hoplophytum fasciatum (Lindl.) Beer
- Platyaechmea fasciata (Lindl.) L.B.Sm. & W.J.Kress
- Tillandsia bracteata Vel. (enlace roto disponible en Internet Archive; véase el historial, la primera versión y la última).

var. fasciata
- Billbergia glaziovii Regel
- Quesnelia rhodocyanea Wawra ex Mez	[3][4]

## Galería
Vídeo de la eclosión de la flor: